# Boysen State Park
Der Boysen State Park ist ein State Park in der Nähe der Ortschaft Shoshoni im Fremont County, im Zentrum des US-Bundesstaates Wyoming. Kern des Parks ist das Boysen Reservoir, ein Stausee am südlichen Fuße der Owl Creek Mountains, der durch die Talsperre Boysen am Eingang des Wind River Canyons gebildet wird.

## Geschichte
Mit dem Bau des ersten Dammes, der das Wasser des Wind Rivers staut und einem angeschlossenen Wasserkraftwerk, das eine Leistung von 710 Kilowatt erreichte, wurde im Jahr 1908 von Asmus Boysen begonnen. Nach ihm ist auch der heutige Park benannt. Der hier erzeugte Strom wurde vor allem für den Betrieb der umliegenden Minen gebraucht. Die Stromerzeugung wurde 1923 eingestellt, nachdem eine Flut das Kraftwerk zerstörte. Reste vom alten Damm sind heute noch zu erkennen. Der heutige Damm wurde im Jahr 1951 fertiggestellt; das Kraftwerk liefert eine Leistung von 15.000 Kilowatt. Im Jahr 1956 wurde der Park eingeweiht.

## Touristische Nutzung
Der Boysen State Park bietet vor allem Erholungsmöglichkeiten im und am Wasser, einige wenige Wanderwege sind vorhanden. Er ist ganzjährig geöffnet, im Winter mit eingeschränktem Service und kann über drei Eingänge erreicht werden: Im Osten über den U.S. Highway 20, im Süden über den U.S. Highway 26 und im Westen über die Bass Lake Road. Insgesamt elf Camping-Plätze bieten Übernachtungsmöglichkeiten im Park. Beim Besuch des Parks wird ein Eintrittsgeld erhoben.

## Siehe auch

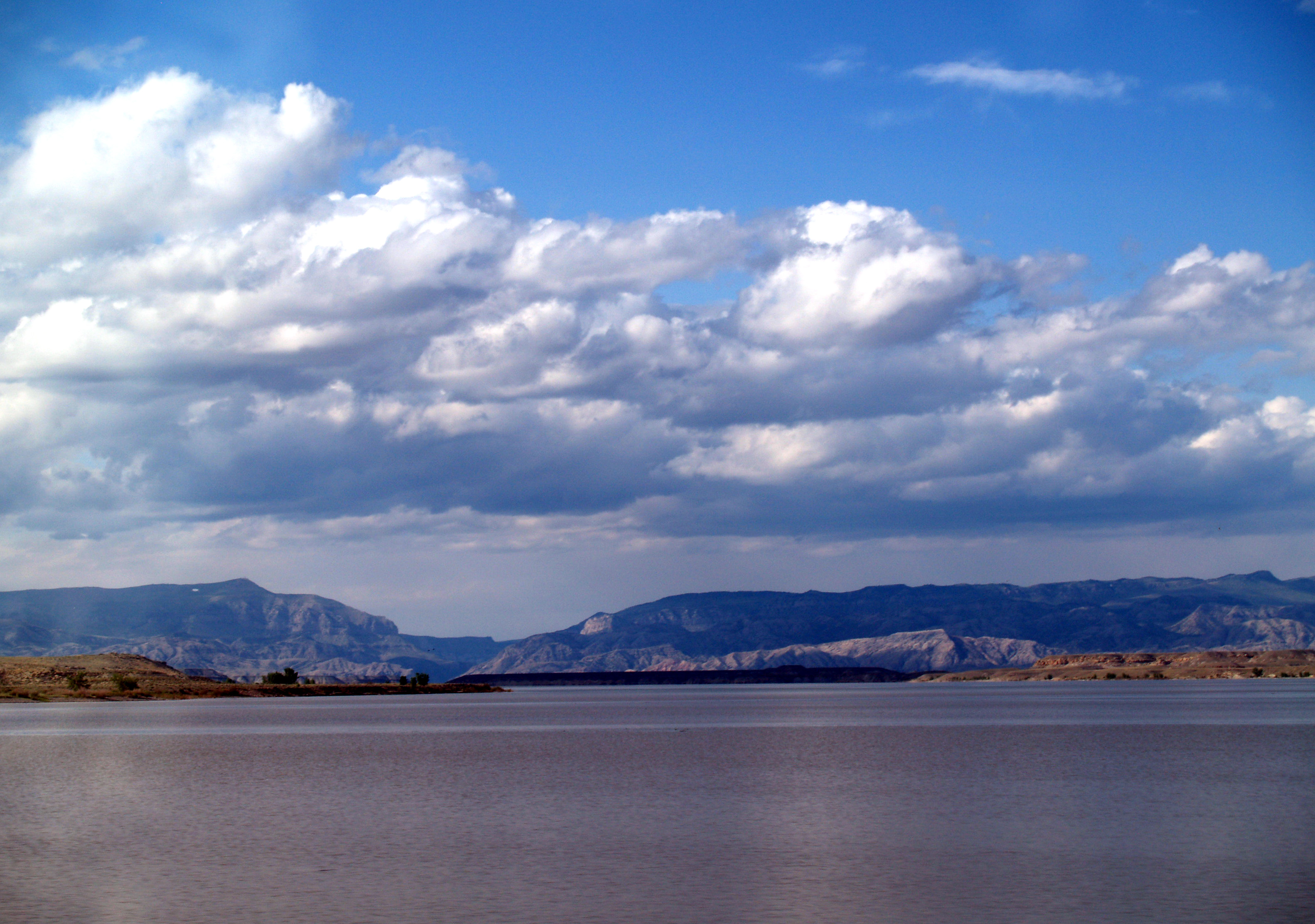
Boysen Reservoir von Süden